# 巴西红木
巴西紅木（學名：Paubrasilia echinata），又稱巴西蘇木，是巴西紅木屬的唯一已知的一種物種，屬豆目豆科蘇木亞科雲實族，曾被歸類於近缘的美洲雲實屬，盛產於巴西。生長速度緩慢，木紋直而且木質非常緻密堅韌，樹幹富含水溶性的紅色染料成分，古時候主要被當作染料，也是高級的家具材料，是製作小提琴的琴弓的上佳材料。
在15、16世紀時是珍貴的紅色染料來源，結果大片林木被砍伐運離巴西本土，令此物種幾近在其原生地區消失殆盡。近年巴西政府嘗試在適當地區重新種植此物種。
巴西紅木或巴西木這名稱偶爾也指稱在豆科下的數種物種，但更多指本種。

## 詞源學
葡萄牙探險家稱之為""  ，葡萄牙語別稱Pau-de-Pernambuco (Pernambuco，伯南布哥是巴西東北部的一省；Pau是木頭的意思，brasil则是红色、炭火的意思)，本种类似豆科雲實屬，为落葉喬木，羽狀複葉，果實為莢果。16世紀葡萄牙的航海家發現新大陸大量生長巴西紅木(brazilwood)的地方，便大舉開採、運回歐洲，久而久而將這個地方稱為為巴西(Brazil)。

## 歷史
15、16世紀時，苏木是當時世界上製造紅色染料的重要原料之一，主要產地是亞洲地區，所以在歐洲是非常稀有而高價的物資；文藝復興時期，昂貴的紡織品(例如天鵝絨)需求量大增，所需的紅色染料大都以粉末狀，從東方運到歐洲。
16世紀初期，葡萄牙的航海家發現新大陸時，他們馬上注意到有一個地方大量生長着与苏木類似的植物，即巴西紅木，便大舉開採、運回歐洲，進而將這個地方稱為巴西(Brazil)，而“brazilwood”也渐渐成为本种的最常用英文俗名。
幾年之內，由於葡萄牙皇家允許少部分商人壟斷開採、運輸巴西紅木，繁榮的商業盛況引起了其他國家的眼紅，導致盜採、走私、甚至海盜搶劫葡萄牙商船的情況日益嚴重。
估計在隨後的兩個世紀，砍伐了大約五千萬株。過度開採導致巴西紅木數量遽減，因此在18世紀時，這種經濟活動終於崩潰，目前為止，這個物種已經在這個國家的大部分地區絕跡，被世界自然保護聯盟（IUCN）列為瀕危物種，因此巴西紅木的買賣很可能即將被禁止，直接受影響的是製弓業，國際紅木保護促進會(會員主要是製弓業者)目前大力推廣巴西紅木的造林运動，並提倡使用其他木材製造小提琴弓。

## 保育狀況
其被列為《瀕危野生動植物種國際貿易公約》（CITES）附錄二的物種，被限制出口及貿易。

## 外部連結
- 國際紅木保護促進會(IPCI)
- Pernabuco簡介(英語)